# Джим Бродбент
Джеймс «Джим» Бродбент (англ. James «Jim» Broadbent нар. 24 травня 1949, Лінкольн (Англія), Велика Британія) — англійський театральний та телевізійний актор, сценарист, продюсер. Відомий ролями в фільмах «Айріс», «Мулен Руж!», «Круті фараони», «Індіана Джонс і королівство кришталевого черепа», «Залізна леді», «Хмарний атлас».

## Біографія
Народився Джеймс 24 травня 1949 року в місті Лінкольн в родині скульптора Дорін Бродбент та скульптора і дизайнера Роя Бродбента. Батьки грали в любительському театрі.
Джим навчався у школі Лейтон Парк, квакерській школі в Редінгу, короткий час у коледжі мистецтв, а пізніше у Лондонській академії музичного та драматичного мистецтва (закінчив у 1972 році).

## Кар'єра
Перші ролі грав у провінційних театрах. Але в другій половині сімдесятих став співзасновником (разом зі своїм другом, актором Патріком Барлоу) трупи з двох чоловік, яку назвали «Національний театр Брента». Там Бродбент грав різноманітні жіночі та чоловічі ролі.
Вперше звернути на себе увагу широкої аудиторії Джеймсу вдалося у 1976 році, коли він зіграв кілька ролей в циклі п'єс за науково-фантастичним романом Роберта Ши «Іллюмінат!».
Дебют Бродбента в кіно відбувся в картині «Крик» (1978) режисера Єжи Сколімовського. Довгий час грав незначні ролі. Бродбент знімався в комедійному телесеріалі «Чорна Гадюка» (1983), в якому його колегою по знімальному майданчику був Ровен Аткінсон.
Перша велика роль в кіно була у фільмі «Життя солодке» (1990). У 1999 році Джим зіграв головну роль у фільмі Майка Лі «Гармидер». За цю роль Бродбент був визнаний найкращим актором на Венеційському кінофестивалі в 1999 році.
У 2001 році Бродбент з'явився відразу в трьох успішних фільмах: «Щоденник Бріджит Джонс», «Мулен Руж!» і «Айріс». За акторську гру в останньому Джим удостоєний премій «Оскар» і «Золотий Глобус».
Бродбент знявся і в таких популярних фільмах як «Хроніки Нарнії: Лев, чаклунка і чарівна шафа» (2005), «Індіана Джонс і Королівство кришталевого черепа» (2008) та у фільмах про Гаррі Поттера.

## Особисте життя
З 1987 року одружений з Анастасією Льюїс. Подружжя живе в Північному Лондоні.
Любительська акторська трупа «Сільські актори Ліндсея» з Лінкольншира, в якій колись грали його батьки, існує й донині, Бродбент є її почесним президентом.

## Фільмографія

### 1990-ті
- 1990 — Життя солодке (Life Is Sweet) — Енді
- 1991 — Зачарований квітень (Enchanted April) — Фредерік Арбутнот
- 1992 — Жорстока гра (The Crying Game)
- 1992 — Сенс історії (A Sense of History)
- 1993 — Пік вдови (Widows' Peak)
- 1994 — Кулі над Бродвеєм / (Bullets Over Broadway)
- 1994 — Принцеса Карабу / (Princess Caraboo)
- 1995 — Річард III / (Richard III) — Герцог Букінгемський
- 1995 — Груба магія / (Rough Magic)
- 1996 — Секретний агент / (The Secret Agent)
- 1997 — Снігове чуття Смілли / (Smilla's Sense of Snow)
- 1997 — Крадії / (The Borrowers)
- 1998 — Месники / (The Avengers)
- 1998 — Little Voice
- 1999 — Topsy-Turvy
- 1999 — Big Day

### 2000-ні
| Рік  |   | Українська назва                                | Оригінальна назва                                              | Роль                      |
| ---- | - | ----------------------------------------------- | -------------------------------------------------------------- | ------------------------- |
| 2001 | ф | Щоденник Бріджит Джонс                          | Bridget Jones’s Diary                                          | Батько Бріджит            |
| 2001 | ф | Мулен Руж!                                      | Moulin Rouge                                                   | Ґарольд Зідлер            |
| 2001 | ф | Айріс                                           | Iris                                                           | Джон Бейлі                |
| 2002 | ф |                                                 | The Gathering Storm                                            | Десмонд Мортон            |
| 2002 | ф | Борода короля                                   | The King's Beard                                               |                           |
| 2002 | ф | Банди Нью-Йорка                                 | Gangs of New York                                              | Вільям Твід               |
| 2002 | ф | Ніколас Нікльбі                                 | Nicholas Nickleby                                              |                           |
| 2003 | ф | Золота молодь                                   | Bright Young Things                                            | Майор                     |
| 2003 | ф | Панчо Вілья                                     | And Starring Pancho Villa as Himself                           | Гаррі Ейткен              |
| 2003 | ф |                                                 | The Young Visiters                                             | Альфред Селтіна           |
| 2004 | ф | Навколо світу за 80 днів                        | Around the World in 80 Days                                    | Лорд Келвін               |
| 2004 | ф | Зуб                                             | Tooth                                                          | Кролик                    |
| 2004 | ф | Прайд                                           | Pride                                                          | Едді                      |
| 2004 | ф |                                                 | Vanity Fair                                                    | Містер Озборн             |
| 2004 | ф | Віра Дрейк                                      | Vera Drake                                                     | Суддя                     |
| 2004 | ф | Бріджит Джонс: Межі розумного                   | Bridget Jones: The Edge of Reason                              | Батько Бріджит            |
| 2005 | ф |                                                 | The Magic Roundabout                                           | Браян                     |
| 2005 | ф | Роботи                                          | Robots                                                         |                           |
| 2005 | ф |                                                 | Spider-Plant Man                                               | Бетмен                    |
| 2005 | ф | Веліант: пернатий спецназ                       | Valiant                                                        | Сержант                   |
| 2005 | ф | Хроніки Нарнії: Лев, чаклунка і чарівна шафа    | The Chronicles of Narnia: The Lion, the Witch and the Wardrobe | Професор                  |
| 2005 | ф | Реклама для генія                               | Art School Confidential                                        | Джиммі                    |
| 2006 | ф |                                                 | Slipp Jimmy fri                                                |                           |
| 2006 | ф | Лонгфорд                                        | Longford                                                       | Лорд Лонгфорд             |
| 2007 | ф | Круті фараони                                   | Hot Fuzz                                                       | Інспектор Френк Баттерман |
| 2007 | ф | Коли ти востаннє бачив свого батька?            | And When Did You Last See Your Father?                         | Артур                     |
| 2008 | ф | Індіана Джонс і Королівство кришталевого черепа | Indiana Jones and the Kingdom of the Crystal Skull             |                           |
| 2008 | ф |                                                 | Tales of the Riverbank                                         |                           |
| 2008 | ф | Чорнильне серце                                 | Inkheart                                                       | Феногліо                  |
| 2008 | ф | Ейнштейн і Еддінгтон                            | Einstein and Eddington                                         |                           |
| 2008 | ф | Загублений і знайдений                          | Lost and Found                                                 |                           |
| 2009 | ф | Гаррі Поттер і напівкровний Принц               | Harry Potter and the Half-Blood Prince                         | Горацій Слизоріг          |
| 2009 | ф | Молода Вікторія                                 | The Young Victoria                                             | Король Вільгельм IV       |
| 2009 | ф | Проклятий Юнайтед                               | The Damned United                                              | Сем Лонгсон               |
| 2009 | ф |                                                 | Perrier’s Bounty                                               | Джим Мак-Крі              |

### 2010-ті

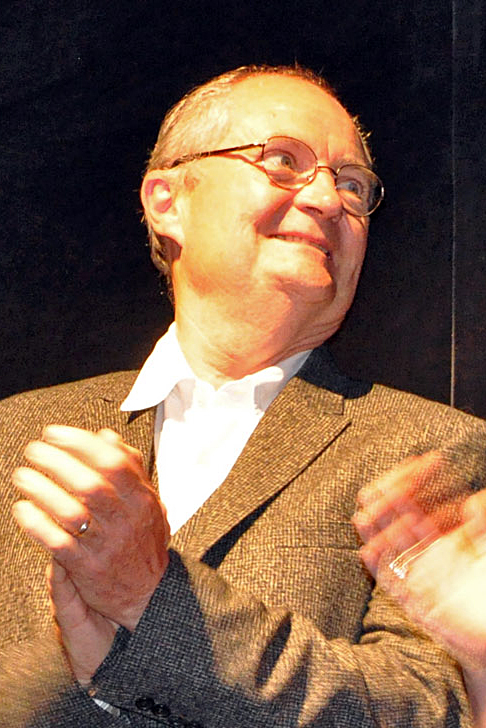
Джим Бродбент на Міжнародному кінофестивалі в Торонто, 2010 р.

| Рік  |   | Українська назва                              | Оригінальна назва                            | Роль                                                                                    |
| ---- | - | --------------------------------------------- | -------------------------------------------- | --------------------------------------------------------------------------------------- |
| 2010 | ф | Ще один рік                                   | Another Year                                 | Том                                                                                     |
| 2010 | ф |                                               | Die Konferenz der Tiere                      | Вінстон                                                                                 |
| 2011 | ф | Гаррі Поттер і Смертельні реліквії: частина 2 | Harry Potter and the Deathly Hallows: Part 2 | Горацій Слизоріг                                                                        |
| 2011 | ф | Місія Різдвяний порятунок                     | Arthur Christmas                             | Санта                                                                                   |
| 2011 | ф | Залізна леді                                  | The Iron Lady                                | Денис Тетчер                                                                            |
| 2012 | ф | Хмарний атлас                                 | Cloud Atlas                                  | Капітан Молінеукс, Вівіан Ейрс, Тімоті Кавендіш, Корейський музикант, один з Мудрованих |
| 2013 | ф | Замкнутий ланцюг                              | Closed Circuit                               |                                                                                         |
| 2013 | ф | Вік-енд у Парижі                              | Le Week-End                                  | Нік                                                                                     |
| 2013 | ф | Багно                                         | Filth                                        | лікар Россі                                                                             |
| 2013 | ф | Фільм Гаррі Гілла                             | The Harry Hill Movie                         |                                                                                         |
| 2014 | ф | Паддінгтон                                    | Paddington                                   | Містер Грубер                                                                           |
| 2015 | ф | Бруклін                                       | Brooklyn                                     | отець Флуд                                                                              |
| 2015 | ф | Лондонський шпигун                            | London Spy                                   | Скотті                                                                                  |
| 2016 | ф | Едді «Орел»                                   | Eddie the Eagle                              | коментатор BBC                                                                          |
| 2016 | ф | Легенда про Тарзана                           | The Legend of Tarzan                         | Роберт Гаскойн-Сесіл Солсбері                                                           |
| 2016 | ф | Війна і мир                                   | War and Peace                                | Микола Андрійович Болконський                                                           |
| 2017 | ф | Пригоди Паддінгтона 2                         | Paddington 2                                 | Самуель Грубер                                                                          |
| 2017 | с | Гра престолів                                 | Game of Thrones                              | архімейстер Еброз                                                                       |
| 2025 | ф | Джей Келлі                                    | Jay Kelly                                    |                                                                                         |

## Нагороди
| Рік  | Премія                                           | Категорія                                                  | Фільм          | Результат |
| ---- | ------------------------------------------------ | ---------------------------------------------------------- | -------------- | --------- |
| 1999 | Премія Гільдії кіноакторів США                   | Найкращий акторський склад                                 | «Голосок»      | Номінація |
| 1999 | Венеційський кінофестиваль                       | Кубок Вольпі у номінації найкращий актор                   | «Плутанина»    | Перемога  |
| 2000 | Британська академія телебачення та кіномистецтва | Найкраща чоловіча роль                                     | «Плутанина»    | Номінація |
| 2002 | Премія Гільдії кіноакторів США                   | Найкращий акторський склад                                 | «Мулен Руж!»   | Номінація |
| 2002 | Премія Гільдії кіноакторів США                   | Найкраща чоловіча роль другого плану                       | «Айріс»        | Номінація |
| 2002 | Еммі                                             | Найкраща чоловіча роль другого плану                       | «Черчилль»     | Номінація |
| 2002 | Європейська кіноакадемія                         | Приз глядацьких симпатій за найкращу чоловічу роль         | «Айріс»        | Номінація |
| 2002 | Британська академія телебачення та кіномистецтва | Найкраща чоловіча роль другого плану                       | «Мулен Руж!»   | Перемога  |
| 2002 | Британська академія телебачення та кіномистецтва | Найкраща чоловіча роль                                     | «Айріс»        | Номінація |
| 2002 | Золотий глобус                                   | Найкраща чоловіча роль другого плану                       | «Айріс»        | Перемога  |
| 2002 | Оскар                                            | Найкраща чоловіча роль другого плану                       | «Айріс»        | Перемога  |
| 2003 | Золотий глобус                                   | Найкращий актор другого плану в мінісеріалі або телефільмі | «Черчилль»     | Номінація |
| 2007 | Еммі                                             | Найкраща чоловіча роль в міні-серіалі чи телефільмі        | «Лонгфорд»     | Номінація |
| 2008 | Золотий глобус                                   | Найкращий актор в мінісеріалі або телефільмі               | «Лонгфорд»     | Перемога  |
| 2012 | Британська академія телебачення та кіномистецтва | Найкраща чоловіча роль другого плану                       | «Залізна леді» | Номінація |